# Nigerian Wood
Albums de Keziah Jones
Rhythm Is Love (Best Of)
(2004)
Nigerian Wood, sorti le 1er septembre 2008 est le cinquième album original du chanteur et guitariste nigérian Keziah Jones.

## L'album
L'album Nigerian Wood est sorti en deux versions. L'édition simple et l'édition collector.

Cette dernière contient un deuxième CD avec dix titres bonus.

Le titre de l'album est une référence à la chanson des Beatles Norwegian Wood (This Bird Has Flown).

## Liste des titres
| 1.    | Nigerian wood            | 4:01  |
| 2.    | African Android          | 3:46  |
| 3.    | My Kinda Girl            | 3:37  |
| 4.    | Long Distance Love       | 4:44  |
| 5.    | Beautifulblackbutterfly  | 5:08  |
| 6.    | Pimpin'                  | 6:39  |
| 7.    | Lagos vs. New York       | 4:47  |
| 8.    | 1973 (Joker Reparations) | 3:57  |
| 9.    | Unintended Consequences  | 4:13  |
| 10.   | Blue Is The Mind         | 3:59  |
| 11.   | In Love Forever          | 4:26  |
| 12.   | My Brother               | 11:46 |
| 61:00 |                          |       |

## Informations sur le contenu de l'album
- My Kinda Girl est également sorti en single